# أدينيل ثيوميثيل البنتوز
أدينيل ثيوميثيل البنتوز (الاسم العلمي: Adenylthiomethylpentose) هو نيوكليوسيد يحتوي على الكبريت وكان يُعرف سابقًا باسم فيتامين إل2 (L2).‏ تُعتبر هذه المادة الكيميائية وسيطًا في دورة ثيودينوسين الميثيل (MTA)، والمعروفة باسم مسار إنقاذ [الإنجليزية] الميثيونين والتي تُعد شاملةً للحياة الهوائية.